# Болваново (Ярославская область)
Болваново — деревня в Любимском районе Ярославской области России. Входит в состав Ермаковского сельского поселения.
С точки зрения административно-территориального устройства входит в состав Ермаковского сельского округа. С точки зрения муниципального устройства входит в состав Ермаковского сельского поселения.

## География
Находится в пределах центральной части Московской синеклизы Восточно-Европейской (Русской) платформы.
Поблизости находятся следующие населённые пункты: Василево (Ермаковский сельсовет), Елхи, Ермаково, Охотино, Панфилово (Ермаковский сельсовет), Починок (Ермаковский сельсовет), Сумароково, Тимино, Федково, Харино, другие.

### Климат
Климат характеризуется как умеренно-континентальный с умеренно-теплым влажным летом, умеренно-холодной зимой и ярко выраженными сезонами весны и осени. Среднегодовая температура — +3,2°С. Средняя температура самого тёплого месяца (июля) — +18,2°С; самого холодного месяца (января) — −11,7°С. Абсолютный максимум температуры — +34°С; абсолютный минимум температуры — −35°С.

## Население
| 2007 | 2010 |
| ---- | ---- |
| 1    | ↗2   |

| Год  | Число постоянных хозяйств | Численность населения, чел | Численность населения, чел                         | Численность населения, чел                        |
| Год  | Число постоянных хозяйств | Всего                      | В том числе зарегистрированных по месту жительства | Проживающих 1 год и более и не зарегистрированных |
| ---- | ------------------------- | -------------------------- | -------------------------------------------------- | ------------------------------------------------- |
| 2015 | 2                         | 3                          | 2                                                  | ?                                                 |
| 2016 | 3                         | 4                          | 2                                                  | 2                                                 |
| 2017 | 2                         | 3                          | 2                                                  | 1                                                 |
| 2018 | 3                         | 5                          | 4                                                  | 1                                                 |
| 2019 | 3                         | 5                          | 4                                                  | 1                                                 |
| 2020 | 3                         | 5                          | 4                                                  | 1                                                 |
| 2021 | 3                         | 5                          | 4                                                  | 1                                                 |
| 2022 | 4                         | 7                          | 5                                                  | 2                                                 |
| 2023 | 4                         | 7                          | 5                                                  | 2                                                 |

## Инфраструктура
Личное подсобное хозяйство с зоной сельскохозяйственного использования, индивидуальная застройка усадебного типа.

## Транспорт
Деревня доступна автотранспортом.